# شاديان (دشتاب)
شادیان (بالفارسية: شادیان) هي قرية تقع في إيران في قسم دشتاب الريفي. يقدر عدد سكانها بـ 312 نسمة .